# Deutsch-Kasachische Universität
Die Deutsch-Kasachische Universität (DKU; russisch Казахстанско-Немецкий университет, kasachisch Қазақстан-Неміс Университеті) in der kasachischen Stadt Almaty ist eine Privatuniversität mit rund 720 eingeschriebenen Studierenden im Wintersemester 2019/20. Träger ist der Fonds „Deutsch-Kasachische Zusammenarbeit in der Ausbildung“.

## Geschichte
Gegründet wurde die Universität auf private Initiative mit dem Ziel der Ausbildung von Fachkräften nach deutschem Vorbild im Jahr 1999.
Getragen wird die Universität von einem „Gesellschaftlichen Fonds“ (nach deutscher Rechtsauffassung vergleichbar mit einem e. V.) auf Gemeinnützigkeitsbasis (Non-Profit-Organisation). Mitglieder im Fonds sind neben der Prorektorin Olga Moskowtschenko Mitglieder der deutschen Partnerhochschulen Hans-Christian Brauweiler, Otto Hammer und Laszlo Ungvari. Als weitere Organe hat der Fonds einen Verwaltungsrat sowie einen Aufsichtsrat. Die Gremien setzen sich aus weiteren Vertretern der Hochschulen, der Wirtschaft, Verwaltung und Politik zusammen.
Vom Bildungsministerium der Republik Kasachstan erhielt die DKU 2004 eine Sondergenehmigung, um teilweise nach deutschem Curriculum unterrichten zu können. Im Studienjahr 2007/2008 wurden Studiengänge nach deutschem Standard eingeführt. Sehr gute Studierende können einen Doppelabschluss in Kooperation mit einer von elf deutschen Hochschulen erwerben. Es gibt neun Bachelor- und sechs Masterstudiengänge, z. T. auch als Abend- bzw. Fernstudium. Ausbildungsschwerpunkte sind u. a. Internationale Beziehungen, Wirtschaftsingenieurwesen mit Schwerpunkt Verkehrslogistik, Controlling sowie Wasser- und Umweltmanagement.
Die DKU wird durch ein Projekt im Rahmen des Programms „Export von Studiengängen“ des DAAD aus Mitteln des Auswärtigen Amtes für den Zeitraum 2007–2020 gefördert.
Projektträger von 2007 bis 31. Dezember 2014 war das Internationale Hochschulinstitut Zittau, welches bis 2012 eine eigenständige universitäre Einrichtung des Freistaates Sachsen war und zum 1. Januar 2013 durch das im September 2012 verabschiedete Hochschulfreiheitsgesetz in die Exzellenz-Universität TU Dresden eingegliedert wurde.
Projektleiter des DAAD-DKU-Projektes 2009–2016 war Hans-Christian Brauweiler, Rektor der AKAD Hochschule Leipzig (staatl. anerkannt), der zum Wintersemester 2013/2014 einem Ruf an die Westsächsische Hochschule Zwickau (WHZ) auf einen Lehrstuhl für  ABWL, insbesondere Betriebliche Rechnungslegung und Interne Revision, folgte.
Projektträger seit dem  1. Januar 2015 ist die Westsächsische Hochschule Zwickau (WHZ) unter der weiteren Verantwortung von Hans-Christian Brauweiler.
Zum 1. Januar 2017 wechselte die Projektträgerschaft an die Fachhochschule Schmalkalden (jetzt Hochschule Schmalkalden), die Projektleitung verantwortet Heinz-Peter Höller.
Von Mai 2007 bis Oktober 2015 war der deutsche Jurist Johann Wilhelm Gerlach, der zuvor unter anderem Präsident der FU Berlin war, Rektor und Präsident der Universität. Amtsvorgänger war Bodo Lochmann. Zu Beginn des akademischen Jahres 2014/2015 wurden die Positionen Rektor und Präsident nicht mehr in Personalunion besetzt. Ab dem 1. September 2014 war die vormalige Prorektorin Olga Moskowtschenko Rektorin. Ab dem 1. Oktober 2015 war Markus Kaiser Präsident. Vom 1. Januar 2019 bis zum 31. August 2020 war der ehemalige Präsident der Technischen Hochschule Wildau, László Ungvári, der Präsident und seit dem 8. April 2019 auch der Rektor der Universität in Personalunion.
Am 3. September 2008 wurde in Astana ein Regierungsabkommen zwischen der Regierung der Bundesrepublik Deutschland und der Regierung der Republik Kasachstan über die weitere Zusammenarbeit bei der Entwicklung der Deutsch-Kasachischen Universität in Almaty abgeschlossen. Darin wird die beiderseitige Unterstützung in politischer, finanzieller und akademischer Sicht bekräftigt und definiert. Diesem vorausgegangen war eine "Gemeinsame Erklärung über die weitere Zusammenarbeit bei der Entwicklung der Deutsch-Kasachischen Universität zwischen dem Auswärtigen Amt der Bundesrepublik Deutschland und dem Ministerium für Bildung und Wissenschaft der Republik Kasachstan" vom 1. Februar 2007 in Berlin.
Zu Beginn des akademischen Jahres 2009/2010 hat die DKU zusätzlich als zweiten Standort die gemeinsamen ehemaligen Botschafts-/Konsulatsräume der diplomatischen Vertretungen der Bundesrepublik Deutschland, Frankreichs und des Vereinigten Königreichs an der ul. Furmanova/ul. Kurmangasi angemietet.
Die Studiengebühren betragen ab dem Studienjahr 2019/2020 pro Jahr in einem Bachelor-Studiengang 850.000 Tenge, in einem Master-Studiengang 900.000 Tenge. Die zweite Hochschulausbildung kostet für die gesamte Studienzeit von zweieinhalb Jahren 100.000 Tenge pro Semester. Die DKU hat ein Stipendienprogramm, welches in vielen Fällen die Studiengebühren um bis zu 100 % reduzieren kann. Dazu kommen noch Lebenshaltungsstipendien für die Unterkunftsfinanzierung in Almaty für Damen und Herren, die weiter entfernt von Almaty ihren Wohnsitz haben.
Der Unterricht an der Deutsch-Kasachischen Universität findet in russischer und englischer Sprache statt. Die deutsche Sprache wird an der Universität gelehrt. Ab dem dritten Studienjahr wird dann auch auf Deutsch unterrichtet – u. a. durch den Einsatz von deutschen Gastdozenten aus den Partneruniversitäten. Die DKU hat ein spezielles Mehrsprachigkeits-Konzept entwickelt.

## Fakultäten & Studiengänge
Die Deutsch-Kasachische Universität besteht aus insgesamt vier Fakultäten:
- Ingenieurwissenschaftliche Fakultät (Fächer:Informationstechnik/Telematik, Gebäude- und Infrastrukturtechnik, Energie- und Umwelttechnik)
- Fakultät Wirtschaftsingenieurwesen (Fächer:Wirtschaftsinformatik, Verkehrslogistik, Umweltmanagement und -technik)
- Sozialwissenschaftliche Fakultät (Fächer:Internationale Beziehungen, Politologie, Masterstudiengang Regionalstudien: Zentralasien)
- Wirtschaftswissenschaftliche Fakultät (Fächer:Finanzen, Marketing, Unternehmensmanagement, Internationales Unternehmensmanagement)

Darüber hinaus gibt es ein eigenständiges Sprachenzentrum für Sprachdidaktik und fachsprachliche Ausbildung (deutsch, englisch, kasachisch).